# Pilosio (entreprise)
 (août 2024).
La mise en forme du texte ne suit pas les recommandations de Wikipédia : il faut le « wikifier ».
Les points d'amélioration suivants sont les cas les plus fréquents. Le détail des points à revoir est peut-être précisé sur la page de discussion.
- Les titres sont pré-formatés par le logiciel. Ils ne sont ni en capitales, ni en gras.
- Le texte ne doit pas être écrit en capitales (les noms de famille non plus), ni en gras, ni en italique, ni en « petit »…
- Le gras n'est utilisé que pour surligner le titre de l'article dans l'introduction, une seule fois.
- L'italique est rarement utilisé : mots en langue étrangère, titres d'œuvres, noms de bateaux, etc.
- Les citations ne sont pas en italique mais en corps de texte normal. Elles sont entourées par des guillemets français : « et ».
- Les listes à puces sont à éviter, des paragraphes rédigés étant largement préférés. Les tableaux sont à réserver à la présentation de données structurées (résultats, etc.).
- Les appels de note de bas de page (petits chiffres en exposant, introduits par l'outil «  Source ») sont à placer entre la fin de phrase et le point final[comme ça].
- Les liens internes (vers d'autres articles de Wikipédia) sont à choisir avec parcimonie. Créez des liens vers des articles approfondissant le sujet. Les termes génériques sans rapport avec le sujet sont à éviter, ainsi que les répétitions de liens vers un même terme.
- Les liens externes sont à placer uniquement dans une section « Liens externes », à la fin de l'article. Ces liens sont à choisir avec parcimonie suivant les règles définies. Si un lien sert de source à l'article, son insertion dans le texte est à faire par les notes de bas de page.
- La présentation des références doit suivre les conventions bibliographiques. Il est recommandé d'utiliser les modèles {{Ouvrage}}, {{Chapitre}}, {{Article}}, {{Lien web}} et/ou {{Bibliographie}}. Le mode d'édition visuel peut mettre en forme automatiquement les références.
- Insérer une infobox (cadre d'informations à droite) n'est pas obligatoire pour parachever la mise en page.

Pour une aide détaillée, merci de consulter Aide:Wikification.
Si vous pensez que ces points ont été résolus, vous pouvez retirer ce bandeau et améliorer la mise en forme d'un autre article.
Pilosio S.r.l. est une marque historique italienne, fondée en 1961 dans la région Frioul-Vénétie Julienne, au Nord-Est de l'Italie, spécialisée dans le secteur des équipements techniques pour les travaux de construction, échafaudages multidirectionnels et structures suspendues, clôtures de chantier anti-intrusions, coffrages spéciaux, coffrages glissants pour ouvrages de génie-civil, plateformes auto-élévatrices de façade, couvertures légères ou temporaires de chantier, tours d'étayage pour ponts et viaducs, ascenseurs de chantier, blindage pour tranchées et tunnels et structures temporaires pour spectacles en plein air. En fin d'année 2005, la société est rachetée par le groupe PM S.p.A.. Pilosio SpA dispose d'une filiale, l'entreprise Lama Due Srl, spécialisée dans la production d'échafaudages et de toitures en aluminium.

## Histoire
La société Pilosio est une entreprise historique qui produit des échafaudages, des coffrages et des blindages pour la construction et la maintenance dans les secteurs de la construction, des infrastructures et du divertissement. Fondée en 1961 par Roberto et Gianfranco Pillosio à Feletto Umberto au nord d'Udine, l'entreprise s'est distinguée dans le panorama industriel italien par la qualité de ses produits et sa forte capacité d'innovation, devenant en peu de temps une marque de référence dans son secteur. Pilosio est la première entreprise à produire et commercialiser des blindages pour les fouilles dès le début des années 1970 et, en 1981, elle est parmi les premières à s'équiper d'un robot de soudage et d'une machine de découpe laser. En 1998, l'entreprise a certifié son système de gestion de la qualité selon la norme UNI EN 9001.
La marque Pilosio est, depuis plusieurs décennies reconnue comme synonyme de qualité, d'innovation et de sécurité.
En 2003, la société ouvre son capital à BS Private Equity pour accroître son potentiel de croissance grâce à des investissements dans de nouvelles structures et à l'acquisition d'entreprises opérant dans des secteurs similaires avec lesquelles elle pourrait augmenter les synergies commerciales.
En 2005 elle rachète la société Lama Due Srl, basée à Trévise, entreprise leader en Italie dans la production d'échafaudages, de tours mobiles et de couvertures en aluminium pour la maintenance, la rénovation et la restauration d'ouvrages industriels. Un an plus tard, Pilosio rejoint le PM Group S.p.A., un groupe industriel de Modène qui compte plus de 600 salariés et qui comprend le constructeur de grues hydrauliques auxiliaires pour camions PM et le constructeur de plateformes pour travaux aériens Oil & Steel S.p.A., deux entreprises complémentaires dans le secteur des équipements pour la construction. Le développement de l'entreprise Pilosio se poursuit avec l'acquisition, en 2007, d'une participation majoritaire dans Electroelsa S.r.l., une jeune entreprise toscane très dynamique, leader dans le secteur des échafaudages auto-élévateurs, des plates-formes mobiles, des ascenseurs et des monte-charges de chantier.
En 2010, le processus d'intégration de "Lama Due Srl" s'achève avec sa fusion par incorporation dans Pilosio SpA. La grande crise économique mondiale qui survient peu après oblige la société à opérer un net changement en orientant sa stratégie commerciale vers l'internationalisation, son développement dans le secteur pétrolier et gazier et le renforcement de sa présence directe. La mise en œuvre de ce plan entraîne son implantation sur de nouveaux marchés étrangers avec l'ouverture de deux nouvelles filiales commerciales, au Canada puis, en Afrique du Sud, avec une forte augmentation du chiffre d'affaires.
En janvier 2015, après le rachat de PM Group SpA par le groupe américain Manitex Inc, la société est reprise par le fonds Columna Capital, un investisseur en capital-investissement avec des bureaux à Londres et Lugano (Suisse) qui revend la société Electroelsa Srl. La société Pilosio SpA poursuit sa politique d'internationalisation, ouvre une nouvelle filiale commerciale au Mexique et commence à mettre en œuvre un plan de restructuration avec la création, en juin 2018, de Pilosio Group SpA qui succède à la société Pilosio SpA et qui deviendra, en septembre 2018, la société mère de toutes les succursales internationales.
La récession des marchés mondiaux font chuter l'entreprise qui est mise en redressement judiciaire en 2020. L"entreprise Pilosio est rachetée en juillet 2021 par la société EuroEdile Srl de Trévise, une entreprise spécialisée dans la location et le montage d'échafaudages en Italie et à l'étranger, de taille équivalente (chiffre d'affaires de 15 millions €uros et 110 salariés en 2020).

## Produits & réalisations Pilosio
- échafaudages en aluminium ou acier, pour bâtiments et gratte-ciels, ouvrages de génie-civil, chantiers navals, interventions de maintenance et restaurations d'édifices classés : Pilosio Multidirectionnel MP[2],[3],[4],
  - Palazzo Scaligero de Vérone
  - Palais des Doges à Venise
  - Procuratie Nuove de Venise
  - Cathédrale de Matera
  - Centre commercial Deniz Mall (az), à Bakou, en Azerbaïdjan[5]
- scènes de spectacles de plein air[6], gradins Pilosio MP
  - Salon nautique de Gênes (en)
  - Concerts à Riccione[7]
  - Festival "Aria di Festa"
- structures suspendues : Pilosio Fly[8], FLYRAIL[9] & FLYDECK[10]
- blindage de fouilles : BOX Sicuro[11],
- clôture de chantier anti-intrusions : SECUR-BLIND Pilosio[12]
- couvertures temporaires : Coperture BUILDING[13],
- coffrages spéciaux : Casseforme[14],
- nacelles électriques de façade de grandes dimensions : Polosio ESA, ESI & COSMOS[15],
- ascenseurs de chantier : Pilosio ESP[16],
- monte-charges de chantier : Pilosio ESC[17],

NB : En Italie, la loi impose aux chantiers de construction, travaux neufs ou de réhabilitation, d'avoir un échafaudage entourant l'édifice afin de protéger les zones environnantes des poussières et en milieu urbain, de tout risque de chute d'objets. Pilosio propose pour cela le modèle T&G,.